# 斯特洛 (密西西比州)
斯特洛（英語：Stallo）是位於美國密西西比州尼肖巴縣的非建制地區。

## 歷史
斯特洛的郵局於1908年設立，其後於1953年停運。

## 地理
斯特洛所處的海拔為高於海平面149米（即489英呎），而該地所採用的時區為UTC-6，即北美中部時區（CST）。同時該地設有夏令時間，為UTC-6調快一小時，即UTC-5（CDT）。